# Nikon F50
Le Nikon F50 est un appareil photo reflex autofocus argentique commercialisé par la firme Nikon à partir de 1994.

## Histoire
Le Nikon F50 est issu de la volonté de renforcer son offre en "milieu de gamme" avec un appareil moins cher que le Nikon F90, encore que le choix d'un châssis métallique se ressente sérieusement sur le prix de l'appareil (3700 Francs à sa sortie contre environ 2700 Francs pour ses concurrents directs). Il sera suivi du Nikon F70.
Pour le F50, Nikon ajoute un sélecteur "Simple/Advanced" qui permet de configurer instantanément l'appareil pour un débutant ou un utilisateur averti.

## Caractéristiques
Reflex mono-objectif 35 mm autofocus à exposition automatique.  Compatible avec les objectifs en monture Nikon F. Obturateur plan focal à rideaux métalliques défilants verticalement donnant les vitesses de 30 secondes à 1/2000 et un mode T qui décale d'une seconde le déclenchement des rideaux après le relevage du miroir pour diminuer les vibrations en pose longue.
La mesure de lumière TTL est matricielle à 6 zones de mesure. L'exposition peut se faire de plusieurs manières :
- Programmée avec décalage.
- Programmes "résultats" paysage, portrait, macro, sport, nocturne avec apport du flash (Fill-in), silhouette, filé
- Priorité ouverture
- Priorité vitesse
- Manuel

Renonçant à la roue codeuse qui avait contribué au succès des F-801, F-801s et du F90 Nikon choisit d'utiliser à la place un mini clavier à cinq touches beaucoup moins intuitif et pratique.
L'appareil possède une motorisation intégrée qui ne permet pas la prise de vues en rafale. Il est également muni d'un flash intégré de nombre guide 13 (mesuré à 12.5 par Chasseur d'images) et d'un sabot à quatre contacts (plus la masse) pouvant recevoir n'importe quel flash avec différents niveaux d'utilisation des fonctions de l'appareil.

## Accessoires compatibles
- Le Nikon F50 accepte tous les objectifs en monture F mais ne peut utiliser toutes ses capacités qu'avec les AF-D.